# Latimer Neville (6e baron Braybrooke)
Latimer Neville, 6e baron Braybrooke (22 avril 1827 - 12 janvier 1904), est un pair britannique, ecclésiastique et universitaire, pendant un demi-siècle maître du Magdalene College, Cambridge.

## Biographie
Neville est le quatrième fils de Richard Griffin (3e baron Braybrooke). Il fait ses études au Collège d'Eton et au Magdalene College de Cambridge, s'inscrit en 1845 à l'âge de 18 ans, obtient une bourse en 1848 et son diplôme de maîtrise en 1849. Il est ordonné diacre en 1850 et prêtre en 1851.
Le père de Neville, Lord Braybrooke, est le visiteur du Magdalene College, son oncle George Neville-Grenville est le Maître. En 1846, Neville-Grenville est nommé doyen de Windsor et offre de démissionner de la maîtrise ; Lord Braybrooke, en tant que Visiteur, refuse la démission, dans l'intention que Latimer Neville (alors âgé de 19 ans) puisse éventuellement lui succéder en tant que Maître. Avec un peu de diplomatie nécessaire pour gérer les membres, cette transition est réalisée en 1853, et Latimer Neville devient maître à l'âge de 26 ans.
Il est vice-chancelier de l'Université de Cambridge de 1859 à 1861.
Il occupe plusieurs postes ecclésiastiques : Curé de Waltham St Lawrence, de 1850 à 1851, recteur de Heydon avec Little Chishill, de 1851 à 1904, doyen rural de Saffron Walden, de 1873 à 1879 et chanoine honoraire de Cathédrale Saint-Alban de St Albans de 1873 à 1904. Il est décrit comme « un homme bon mais ennuyeux dépourvu de pouvoirs intellectuels ».
Il succède à son frère Charles Neville (5e baron Braybrooke) comme 6e baron en 1902, et meurt le 12 janvier 1904 à la Master's Lodge du Magdalene College.